# 蘇花公路土石流事故
蘇花公路土石流事故，也稱創意旅行社遊覽車事故，是2010年10月21日發生在臺灣宜蘭縣南澳鄉省道台9線（蘇花公路），因颱風梅姬在蘇澳鎮單日939毫米暴雨，山體塌方擊中遊覽車墜海的交通事故。事發時，苏花公路113～115公里处有12团共274名大陸籍旅客，20名大陸籍團員死亡（包括廣東某團19人，其中17名來自珠海、2名來自湛江，另外北京某團1名北京領隊），連同台灣人共26死。在外海尋獲2名大陸籍團員遺體，其餘未能尋回。這是死傷最嚴重的中國大陸赴台遊客交通事故之一。

## 經過
2010年10月21日，受到梅姬颱風外圍環流與東北季風共伴影響，宜蘭縣蘇澳鎮及南澳鄉降下超大豪雨，造成台9線蘇花公路112公里到116公里的路段遭到大量土石崩塌沖毀，行經該路段而受困的大小車約有30輛、逾500人一度受困。
其中112.1公里處九公里路段有5,000立方公尺土石崩塌，當時駕駛LT-8505白色小轎車的花蓮畢士大教養院特教老師劉芸筠遭到土石掩埋。當時有一輛車號846-EE，由弘泰旅行社所屬之搭載華北觀光客的遊覽車被落石擊中並遭土石掩埋，一名台灣籍遊覽車駕駛員蔡智明以及一名中國大陸籍領隊田園失蹤。同一時間，另有一輛由台灣籍駕駛員郭銘麟駕駛車號932-DD，屬於創意旅行社的遊覽車搭載21名來自廣東的旅行團員，在台9線蘇花公路114.5公里附近遇到瞬間暴雨造成的大量坍方，疑似遭到落石擊中並墜海。總計事件中臺灣籍民眾與中國大陸籍遊客共有26人失蹤，是臺灣近年來嚴重的遊覽車事故。
女領隊田園在遇事時為協助團友逃生，走避不及而遭土石流沖走。
其中創意旅行團有19名中國大陸籍團員以及台灣籍司機郭銘麟及導遊曾慶華在該輛遊覽車上，而家住蘇澳的全國養雞協會執行長許枝榮和林金珠夫婦所駕駛的車號3690-HA銀色小貨車仍完好停放在蘇花公路上，但兩人仍然失聯。目擊者指稱，蘇花公路發生災變時看見夫婦兩人拿著雨傘上了一台綠色的遊覽車，而這部遊覽車極有可能就是創意旅行團失聯的遊覽車，因此據研判夫婦兩人也上了創意旅行社的遊覽車。
另據當時乘坐弘泰旅行社遊覽車的生還中國大陸籍乘客描述，其遊覽車被巨石砸中了領隊與司機的車頭部份，團員緊急打破車窗逃生，在其逃出後不久遊覽車即被土石衝下山谷，事故發生時司機蔡智明原有機會與團員一同逃命，但因其先讓團員撤離而失去了逃生的機會。

## 搜救行動
災難發生後，時任中華民國總統馬英九、行政院院長吳敦義隨後前往塌方現場視察救援工作。由中華民國國軍特戰部隊及內政部消防署特種搜救大隊所聯合編成的陸地搜救隊及空中搜救隊，持續數日進行大規模陸空聯合搜救。
事故當日（10月21日）內政部空中勤務總隊立即出動數架直升機投入搶救行動，但因事故地點蘇花公路當地天候仍然不佳，直升機在天候容許飛行的短暫時間內，僅救出了部份受困者。10月22日晩，19名國軍特戰官兵奉令，於第一時間攜帶著給予受困民眾的糧食及飲水，攀越土石流坍方路段進入民眾受困區域，進行搜報及協助，並與餘下約400名受困民眾一同於災區內安渡夜晚。10月23日，余下受困者基本脫困，僅剩部分仍失蹤。10月24日上午9時，搜救隊員在蘇花公路112.8公里處邊坡發現一女性遺體，經確認為失蹤的特教老師劉芸筠。10月25日，搜救隊員在宜蘭縣壯圍鄉東港外海八．五浬處發現殘缺遺體，經確認死者是創意旅行社團員龔艷，是失蹤的創意旅行社21位團員中首度、且唯一被尋獲部分遺體之成員。10月27日，搜救隊員在台9線112.8公里下方找到兩塊屍塊，經比對其中一塊的右手指紋，確認與失蹤的弘泰旅行社駕駛員蔡智明相符。次年5月，宜蘭縣潛水協會到宜蘭縣南方澳豆腐岬外海潛水，在15公尺深海底發現疑似是創意旅行社的遊覽車傳動軸與四個輪胎卡在礁岩上，研判有可能是創意旅行社遊覽車殘骸。

## 人物

### 傷者及罹難者
共計26位罹難者。2010年11月3日，臺灣宜蘭地方法院檢察署依《災害防救法》第47-1條对于有事實足認其確已因災死亡而未發現其屍體者的规定，核發19名中國大陸籍觀光客及台灣籍的創意旅行社遊覽車駕駛郭銘麟和導遊曾慶華等21人的死亡證明書。許枝榮和林金珠夫婦的家屬亦於同日向宜蘭地檢署申請，檢方一併核發。
- 創意旅行社遊覽車19名乘客連同駕駛員1名與導遊1名
- 疑似搭上創意旅行社遊覽車的1對夫婦
- 弘泰旅行社遊覽車1名駕駛員及1名領隊
- 白色自小客車1名駕駛員

## 後續發展
受此事件影響，蘇花公路改善計畫通過環評，於2011年1月動工。另外，中华人民共和国政府規定，中國赴台觀光團凡往返宜蘭及花蓮兩地，必須改搭火車經北迴鐵路往返。同時中華民國交通部公路總局也加強豪大雨預警性封路措施。
此外，由於台灣並非世界氣象組織颱風委員會成員，而且當時並無委員國提議除名，「梅姬」這個名字並沒有因此而退役。直到2022年同名颱風在菲律賓造成超過200人死亡或失蹤後，「梅姬」這個名字才被永久退役。

### 蘇花公路安魂碑
2011年12月，台9線蘇花公路114.2公里處的觀景台新建「蘇花公路安魂碑記」落成，由宜蘭佛光大學教授卓克華撰文，紀念因故不幸罹難和失蹤的民眾與遊客。碑文如下：
蘇花古道肇建，始於前清同治末年提督羅大春所闢。日治末期日人復拓，名斷崖公路。光復後拓寬延長，正式命名蘇花公路，於東部交通運輸，裨益甚鉅。此路依山傍海，一旁斷崖壁聳，幾無插足，一邊海天蒼茫，寒波射斗。雖有山海美景，更有山海之奇險。通路以來，地震坍方不絕，颱風暴雨時有道路阻斷，有行路之難。
民國九十九年十月，梅姬颱風來襲，與東北季風共伴，暴雨橫空傾捲而來，山水高漲，海潮外湧，遍地土流，漫溢氾濫，造成用路民眾四百餘人受困，車輛墜海，死傷失蹤者二十六人，為八十年來最慘重災難。
今碑體粗成，魂魄安奠。余登臨眺望，雖光景改觀，仍有青山白骨之哀，行旅至此，不免悲咽太息。學棣簡崇濯君，囑作碑記，期慰幽魂。余愧不能文，略為整衣，謹以五柳先生詩祝奠：「縱浪大化中，不喜亦不懼，應盡便須盡，無復獨多慮。」（註︰語出陶淵明《神釋》）誦畢告退，時明月照空，朔風勁哀，天上人間，一片耀眼。

## 外部連結
- 創意旅行團21人蒸發開挖蘇花114.5K巨石堆（页面存档备份，存于），東森新聞